# Aleksandr Ostrovski
Aleksandr Nikoláyevich Ostrovski (en ruso Алекса́ндр Никола́евич Остро́вский; Moscú, 12 de abril de 1823-Schelykovo, Gobernación de Kostromá, 14 de junio de 1886), fue un dramaturgo, director de escena, crítico teatral, traductor e hispanista ruso.

## Biografía
Hijo de un hidalgo venido a menos, oficial de juzgado, nació y creció en el castizo barrio moscovita de Zamoskovorechie (Trasmoskovia), poblado por mercaderes y pequeños comerciantes, cuyas vidas, problemas, costumbres y lenguaje conoció desde la infancia y habrá de reflejar su teatro.
Tras cursar estudios en un instituto público de Moscú, ingresó en 1840 en la Facultad de Derecho de la Universidad de Moscú a instancias de su padre, pero, debido a un enfrentamiento con un profesor, tuvo que abandonarla en el tercer año de carrera. Se colocó de pasante en un juzgado mercantil y se dedicó al mismo tiempo a la actividad literaria. Escribió cuarenta y siete piezas originales, siete con otros autores y tradujo veinte del italiano, del español, del francés, del inglés y del latín.
Su primera publicación data de 1847, una comedia costumbrista, Estampa de felicidad familiar, que marca ya el camino que seguirá el joven autor. Al año siguiente publicó Apuntes de un habitante de Zamoskvorechie, consolidándose como autor costumbrista de afilada pluma y visión crítica de la sociedad contemporánea.
En la historia de la literatura rusa Ostrovski ha quedado como el creador del teatro costumbrista ruso y fundador, junto con Gógol y Fonvizin, del teatro nacional. Conocía profundamente la vida real de la clase media, los mercaderes y pequeños burgueses y sometió a despiadada crítica su desmesurado afán de lucro, su brutalidad y oscurantismo, la soberbia y la ignorancia, la desaprensión y la mendacidad al servicio de un único fin, el dinero. Tuvo problemas con la censura y varias de sus obras fueron prohibidas.
Falleció en Schelykovo, gobernación de Kostromá, el 14 de junio de 1886.

## Obra
Sus personajes poseen una fuerza especial, por estar sacados de la vida misma, ya que Ostrovski tomó los temas y los personajes de los archivos de los juzgados donde trabajaba y, no contento con esto, incluso denunció la corrupción de la justicia y la humillación y el desprecio de que son objeto los actores y en especial las actrices por parte de los nuevos ricos. Ostrovski es también uno de los precursores en Rusia del teatro como denuncia social, la cual aparecerá con mayor o menor claridad en  buena parte de sus obras. Sin el ternurismo en el que a veces incurren otros autores al tratar temas semejantes, Ostrovski esboza los problemas sociales de su tiempo con energía y precisión.
De su considerable obra dramática, las piezas de mayor renombre son La quiebra, también titulada Entre propios anda el juego, 1847, que describe las maquinaciones de una quiebra fraudulenta para no pagar a los acreedores; No te subas al carro ajeno, 1852, donde el autor arremete contra los mercaderes convertidos en nuevos ricos; La pobreza no es afrenta, magnífica representación del déspota que aterroriza a la familia; El bosque, 1871, donde se describe el drama de los cómicos de la legua; La doncella de nieve o Snegúrochka, de 1879, bellísimo drama lírico inspirado en el folklore, excepción dentro de la obra del autor; Talentos y admiradores, de 1882, de ambiente teatral, con una actriz joven y honesta como protagonista principal, personaje cargado de amargura y dramatismo; Culpables de inocencia, de 1884, ambientada asimismo en el mundillo del teatro; La tempestad, drama amoroso de una mujer joven y su obra más conocida, la de mayor dramatismo; Lobos y corderos, El dineral, No todos los días son fiesta, El mejor escribano echa un borrón, Corazón ardiente, El corazón no es de piedra, drama de una mujer que se rebela contra su entorno social; Un negocio lucrativo, 1857, drama que denuncia la extorsión y cohecho que reinan en los juzgados; La novia sin dote (Bespridánnitsa), obra de tremendo dramatismo que relata la humillación de una mujer vendida en matrimonio, etcétera.
También cultivó el teatro en verso de tema histórico con menor fortuna, con obras como Dmitri el Impostor, de 1867; Vasili Shuiski, Kozmá Minin y otras. Como hispanista es autor de un interesante ensayo sobre la obra de Lope de Vega El mejor alcalde, el rey, de 1877. Traductor de las obras de Shakespeare y Pedro Calderón de la Barca, entre otros, fundó la Sociedad de Dramaturgos y Compositores Rusos (1874) y la Sociedad Artística Moscovita (1865). Fue director de repertorio del Teatro Maly de Moscú, excelente director de escena y crítico teatral. Su obra completa ocupa diez volúmenes.
Basándose en la obra de teatro La doncella de nieve: un cuento de hadas primaveral o Snegúrochka de Aleksandr Ostrovski, Nikolái Rimski-Kórsakov compuso, en 1880-1881, una ópera homónima en un prólogo y cuatro actos, siendo escrito el libreto en ruso por el mismo compositor. Previamente, en 1873, Piotr Ilich Chaikovski la había estrenado con música incidental. La ópera de Rimski-Kórsakov se estrenó en el Teatro Mariinski de San Petersburgo el 29 de enero de 1882, con dirección de Eduard Nápravník.

## En la cultura
En San Petersburgo la plaza Ostróvskogo lleva su nombre.

## Adaptaciones cinematográficas
- Las películas basadas en sus obras